# Guðgeir Leifsson
Guðgeir Leifsson, né le 25 septembre 1951 à Reykjavik, est un joueur de football international islandais actif principalement durant les années 1970 et au début des années 1980. Il joue au poste de milieu de terrain.

## Carrière en club
Guðgeir Leifsson fait ses débuts au Víkingur Reykjavik au début de la saison 1970. Le club termine dernier et est relégué en deuxième division pour la saison suivante. Malgré la relégation, les bonnes prestations du joueur ne passent pas inaperçues et il est sélectionné en mai 1971 pour disputer une rencontre de qualification pour les Jeux olympiques de 1972 contre la France. Il participe activement à la bonne saison du club qui remporte à la fois le championnat de deuxième division et la Coupe d'Islande, devenant le premier club qui n'évolue pas au plus haut niveau à la remporter.
Durant l'hiver 1972-1973, il est recruté par le Fram Reykjavik, récent champion d'Islande. Il découvre ainsi la Coupe des clubs champions, où son équipe est opposée au premier tour au FC Bâle. Les deux manches se jouent en Suisse à trois jours d'intervalle et se soldent par autant de défaites pour les Islandais, malgré un but de Guðgeir Leifsson au match retour. Il remporte une nouvelle fois la Coupe d'Islande en 1973.
En novembre 1974, Guðgeir Leifsson tente une première fois sa chance à l'étranger et rejoint le club écossais Morton FC, actif en première division. L'expérience n'est pas un succès et il revient en Islande six mois plus tard, au Víkingur Reykjavik. À peine trois mois plus tard, il repart à l'étranger, cette fois en Belgique, au Sporting Charleroi, qui vient d'être admis en Division 1. Il reste en Belgique durant deux ans puis revient à nouveau en Islande, à l'ÍB Vestmannaeyja, durant l'été 1977.
En janvier 1978, Guðgeir Leifsson déménage en Suisse et s'engage avec le FC Bulle, une équipe de deuxième division. Il part ensuite au Canada pendant l'année 1979 et joue une saison en NASL avec les Edmonton Drillers. Il revient ensuite au FC Bulle, relégué entretemps en troisième division et l'aide à remonter au niveau supérieur directement. En janvier 1981, il rentre définitivement dans son pays natal et signe un contrat au FH Hafnarfjörður. Il termine sa carrière en 1983, après une dernière saison au Víkingur Reykjavik.

### Statistiques
| Saison                | Club                  | Championnat           | Championnat | Championnat | Coupe(s) nationale(s) | Coupe(s) nationale(s) | Compétition(s) continentale(s) | Compétition(s) continentale(s) | Compétition(s) continentale(s) | Total | Total |
| Saison                | Club                  | Division              | M.          | B.          | M.                    | B.                    | Comp.                          | M.                             | B.                             | M.    | B.    |
| 1970                  | Víkingur Reykjavik    | Division 1            | -           | -           | -                     | -                     | -                              | 0                              | 0                              | 0     | 0     |
| 1971                  | Víkingur Reykjavik    | Division 2            | -           | -           | -                     | -                     | -                              | 0                              | 0                              | 0     | 0     |
| 1972                  | Víkingur Reykjavik    | Division 1            | -           | -           | -                     | -                     | C2                             | 2                              | 0                              | 2     | 0     |
| 1973                  | Fram Reykjavik        | Division 1            | -           | -           | -                     | -                     | C1                             | 2                              | 1                              | 2     | 1     |
| 1974                  | Fram Reykjavik        | Division 1            | -           | -           | -                     | -                     | C2                             | 2                              | 0                              | 2     | 0     |
| 1974-1975             | Morton FC             | Division 1            | 4           | 0           | -                     | -                     | -                              | 0                              | 0                              | 4     | 0     |
| 1975                  | Víkingur Reykjavik    | Division 1            | -           | -           | -                     | -                     | -                              | 0                              | 0                              | 0     | 0     |
| 1975-1976             | Charleroi SC          | Division 1            | -           | -           | -                     | -                     | -                              | 0                              | 0                              | 0     | 0     |
| 1976-1977             | Charleroi SC          | Division 1            | -           | -           | -                     | -                     | -                              | 0                              | 0                              | 0     | 0     |
| 1977                  | ÍB Vestmannaeyja      | Division 1            | -           | -           | -                     | -                     | -                              | 0                              | 0                              | 0     | 0     |
| 1977-1978             | FC Bulle              | Division 2            | -           | -           | -                     | -                     | -                              | 0                              | 0                              | 0     | 0     |
| 1979                  | Edmonton Drillers     | NASL                  | 24          | 3           | 0                     | 0                     | -                              | 0                              | 0                              | 24    | 3     |
| 1979-1980             | FC Bulle              | Division 3            | -           | -           | -                     | -                     | -                              | 0                              | 0                              | 0     | 0     |
| 1980-1981             | FC Bulle              | Division 2            | -           | -           | -                     | -                     | -                              | 0                              | 0                              | 0     | 0     |
| 1981                  | FH Hafnarfjörður      | Division 1            | -           | -           | -                     | -                     | -                              | 0                              | 0                              | 0     | 0     |
| 1983                  | Víkingur Reykjavik    | Division 1            | -           | -           | -                     | -                     | -                              | 0                              | 0                              | 0     | 0     |
| Total sur la carrière | Total sur la carrière | Total sur la carrière | 28          | 3           | -                     | -                     | -                              | 6                              | 1                              | 34    | 4     |

### Palmarès
- 2 fois vainqueur de la Coupe d'Islande en 1971 avec le Víkingur Reykjavik et en 1973 avec le Fram Reykjavik.
- Champion de deuxième division islandaise en 1971 avec le Víkingur Reykjavik.

## Carrière en équipe nationale
Guðgeir Leifsson est sélectionné pour la première fois en équipe nationale islandaise le 12 mai 1971 pour disputer un match comptant pour les qualifications du tournoi olympique de football aux Jeux de 1972, contre la France. Il joue un total de 39 rencontres internationales, la dernière le 12 septembre 1979 à domicile contre l'Allemagne de l'Est dans le cadre des éliminatoires de l'Euro 1980. Il inscrit un seul but, contre le Danemark le 3 juillet 1972.
Le tableau ci-dessous reprend toutes les sélections de Guðgeir Leifsson. Le score de l'Islande est toujours indiqué en gras.
| Date       | Compétition                                  | Adversaire         | Lieu       | Score | Remarque  |
| ---------- | -------------------------------------------- | ------------------ | ---------- | ----- | --------- |
| 12/05/1971 | Qualifications JO 1972                       | France olympique   | Reykjavik  | 0-0   | 70e       |
| 26/05/1971 | Match amical                                 | Norvège            | Bergen     | 3-1   |           |
| 16/06/1971 | Qualifications JO 1972                       | France olympique   | Paris      | 1-0   |           |
| 04/08/1971 | Match amical                                 | Angleterre amateur | Reykjavik  | 1-3   | 60e       |
| 18/05/1972 | Éliminatoires Coupe du monde 1974 (Groupe 3) | Belgique           | Liège      | 4-0   | 76e       |
| 22/05/1972 | Éliminatoires Coupe du monde 1974 (Groupe 3) | Belgique           | Bruges     | 0-4   |           |
| 03/07/1972 | Match amical                                 | Danemark           | Reykjavik  | 2-5   | 25e (1-1) |
| 12/07/1972 | Match amical                                 | Îles Féroé         | Reykjavik  | 3-0   | 55e       |
| 03/08/1972 | Éliminatoires Coupe du monde 1974 (Groupe 3) | Norvège            | Stavanger  | 4-1   |           |
| 08/06/1973 | Match amical                                 | Îles Féroé         | Klaksvik   | 0-4   | 46e       |
| 11/07/1973 | Match amical                                 | Suède              | Uddevalla  | 1-0   |           |
| 17/07/1973 | Match amical                                 | Allemagne de l'Est | Reykjavik  | 1-2   |           |
| 19/07/1973 | Match amical                                 | Allemagne de l'Est | Reykjavik  | 0-2   | 42e       |
| 02/08/1973 | Éliminatoires Coupe du monde 1974 (Groupe 3) | Norvège            | Reykjavik  | 0-4   | 65e       |
| 22/08/1973 | Éliminatoires Coupe du monde 1974 (Groupe 3) | Pays-Bas           | Amsterdam  | 5-0   |           |
| 29/08/1973 | Éliminatoires Coupe du monde 1974 (Groupe 3) | Pays-Bas           | Deventer   | 1-8   |           |
| 19/08/1974 | Match amical                                 | Finlande           | Reykjavik  | 2-2   |           |
| 08/09/1974 | Éliminatoires Euro 1976 (Groupe 7)           | Belgique           | Reykjavik  | 0-2   |           |
| 09/10/1974 | Match amical                                 | Danemark           | Aalborg    | 2-1   | Remplacé  |
| 12/10/1974 | Éliminatoires Euro 1976 (Groupe 7)           | Allemagne de l'Est | Magdebourg | 1-1   |           |
| 25/05/1975 | Éliminatoires Euro 1976 (Groupe 7)           | France             | Reykjavik  | 0-0   |           |
| 05/06/1975 | Éliminatoires Euro 1976 (Groupe 7)           | Allemagne de l'Est | Reykjavik  | 2-1   |           |
| 23/06/1975 | Match amical                                 | Îles Féroé         | Reykjavik  | 6-0   |           |
| 07/07/1975 | Qualifications JO 1976                       | Norvège            | Reykjavik  | 1-1   |           |
| 17/07/1975 | Qualifications JO 1972                       | Norvège            | Bergen     | 3-2   |           |
| 30/07/1975 | Qualifications JO 1976                       | Union soviétique   | Reykjavik  | 0-2   |           |
| 03/09/1975 | Éliminatoires Euro 1976 (Groupe 7)           | France             | Nantes     | 3-0   |           |
| 06/09/1975 | Éliminatoires Euro 1976 (Groupe 7)           | Belgique           | Liège      | 1-0   |           |
| 19/05/1976 | Match amical                                 | Norvège            | Oslo       | 0-1   |           |
| 14/07/1976 | Match amical                                 | Finlande           | Helsinki   | 1-0   |           |
| 21/08/1976 | Match amical                                 | Luxembourg         | Reykjavik  | 3-1   | 66e       |
| 05/09/1976 | Éliminatoires Coupe du monde 1978 (Groupe 4) | Belgique           | Reykjavik  | 0-1   |           |
| 08/09/1976 | Éliminatoires Coupe du monde 1978 (Groupe 4) | Pays-Bas           | Reykjavik  | 0-1   |           |
| 11/06/1977 | Éliminatoires Coupe du monde 1978 (Groupe 4) | Irlande du Nord    | Reykjavik  | 1-0   |           |
| 30/06/1977 | Match amical                                 | Norvège            | Reykjavik  | 2-1   | 82e       |
| 31/08/1977 | Éliminatoires Coupe du monde 1978 (Groupe 4) | Pays-Bas           | Nimègue    | 4-1   |           |
| 03/09/1977 | Éliminatoires Coupe du monde 1978 (Groupe 4) | Belgique           | Anderlecht | 4-0   |           |
| 21/09/1977 | Éliminatoires Coupe du monde 1978 (Groupe 4) | Irlande du Nord    | Belfast    | 2-0   |           |
| 11/06/1977 | Éliminatoires Euro 1980 (Groupe 4)           | Allemagne de l'Est | Reykjavik  | 0-3   |           |